# Emma (kněžna)
Emma (též Hemma, asi 948 — asi 2. listopadu 1006) byla manželkou českého knížete Boleslava II.

## Pravděpodobná třetí manželka Boleslava II.
Ohledně manželky či manželek českého panovníka Boleslava II. panují doposud dohady. Historici se dnes však všeobecně domnívají, že Boleslav II. měl minimálně dvě ženy. Nejpravděpodobnější variantou se jeví ale ta, která tvrdí, že tento panovník měl postupně dokonce tři manželky, z nichž jménem známe bezpečně tu poslední – tj. Emmu, jež je též někdy nesprávně psána jako Hemma a na známých mincích z Mělníka je titulována jako Emma Regina – tj. Emma královna.
Nejstaršího syna Boleslava III. měl nejspíš Boleslav II. se svou první ženou. V knize Přemyslovci, budování českého státu i v jiných publikacích jsou další tři jeho synové, Jaromír, Oldřich a Václav, uváděni u neznámé druhé manželky s tím, že se usuzuje na více manželek z předpokládaného rozmezí dat narození těchto Boleslavových synů. Tito zmínění Přemyslovci se narodili v rozmezí cca 30 let zhruba mezi léty 950–978.

## Teorie o původu a nejnovější výsledky bádání
O Emmě se vedly přes 200 let rozdílné dohady. Podle tří základních zažitých teorií se její původ kladl do Burgundska, Anglie nebo Franské říše.
Jako první se osobností kněžny Emmy zabýval barokní historik Gelasius Dobner v roce 1772. Podkladem k výzkumu byly tři zmínky v Kosmově Kronice Čechů (české) a dedikační list tzv. Wolfenbüttelského kodexu Gumpoldovy legendy o sv. Václavu. Na tomto listě je česká kněžna Emma vypodobněna jako kajícnice před českým národním světcem sv. Václavem a před svrchu hledícím Ježíšem Kristem. G. Dobner Emmu považoval za burgundskou princeznu a sestru Gisely, manželky mocného bavorského vévody Jindřicha II. Svárlivého ze saské vévodské, královské a císařské dynastie Liudolfovců – tj. pozdějších tzv. Otonů. Tuto hypotézu pak převzala na delší dobu řada Dobnerových následovníků. Emma podle této teorie měla být stejně jako Gisela dcerou burgundského krále Konráda I. Příbuzenství k bavorskému vévodovi a Gizele se ukázalo jako oprávněné, byť v poněkud jiných rodinných konstelacích, než se dříve předpokládalo.
V posledních cca 20 letech se pak všeobecně česká či německá historická veřejnost (historici, ale i numismatici – kupř. Luboš Polanský, Dušan Třeštík, Jarmila Hásková, Zdeněk Petráň či Peter Hilsch) přiklání definitivně k názoru, že by Emma Regina měla být totožná se západofranskou neboli francouzskou královnou-vdovou Emmou Italskou (Franskou). Čímž ze hry s konečnou platností vypadl teoretický anglosaský původ. Pro ztotožnění české Emmy Reginy s Emmou Italskou svědčí řada starších i nových faktů, poznatků a závěrů. Ty asi nejobsáhleji v poslední době shrnul ve svých studiích historik Luboš Polanský.

## Emma jako italská princezna
Podle výše zmíněného (nově) všeobecně přijímaného závěru se česká kněžna Emma narodila jako princezna Emma Italská zřejmě roku 948. Byla dcerou zavražděného italského krále z dynastie Bosovců (přesněji z její starší linie hrabat de Provence) Lothara II. (nar. 926/8, králem Itálie zvolen 931, samostatně vládl 945–950) a svaté Adély Burgundské (franc. Adeleidy, něm. Adelheid) (931–999). Rodiče byli zasnoubeni resp. oddáni již v dětském věku, ale jejich svazek se naplnil až v roce 947.
Emmina matka Adéla byla temperamentní a odhodlanou ženou, která se nejednou pustila do častých politických i vojenských dobrodružství. Po Lotharově otrávení (22.11. roku 950) se stala Adéla s malou Emmou válečným zajatcem markraběte Berengara II. Ivrejského (d' Ivrey), který byl zřejmě zodpovědný za Lotharovu vraždu, a brzy poté se nechal zvolit italským králem (vládl do roku 963, kdy byl Otou I. Velikým zajat). Obě ženy držel Berengar na svém hradě Garda na březích Gardského jezera poblíž Verony. Adélu nutil, aby se provdala za jeho syna Adalberta II., čímž sledoval legitimizaci zisku italské koruny (dle langobardské právní praxe mohla totiž vdova Adéla legitimně vyvolit následníka trůnu).
Královna Adéla však spolu s dcerkou Emmou uprchla tajně vyhloubenou chodbou z hradu a dostala se s doprovodem až na horský hrad Canossa. Již dříve požádala zkoušená královna o pomoc německého krále Otu I. Velikého (912–973, vládl od roku 936). Ten se mezitím vydal s vojskem na cestu. V Itálii se mu podařilo Berengara II. Ivrejského vojensky pacifikovat a následně se sám na podzim roku 951 v Pavii s Adélou oženil. Svému choti přinesla mladá Adéla Burgundská zmíněný právní nárok na italskou korunu, čehož Ota I. Veliký přirozeně využil. Byl částí aristokracie prohlášen za italského krále a Emminu vlast v letech 952–964 postupně připojil v lenním postavení k Německu – tj. obnovené Římské říši.
Již v roce 955 Adéla Burgundská Otovi I. povila následníka – budoucího císaře Otu II. (zemřel roku 983). Emma je tak poloviční sestrou tohoto německého panovníka a tetou (pro české dějiny známého) císaře Oty III. (980–1002, samostatně vládl po roce 994). Princezna žila v následujícím období po roce 951 v okruhu německého panovnického dvora Oty I. Velikého a své matky Adély Burgundské. K bratrovi Otovi II. si vytvořila velmi přátelský vztah, který mezi sourozenci přetrval až do Otova předčasného skonu a který Emmě přinášel v době manželství i časté rozpory s jejím francouzským chotěm.

## Emma jako západofranská (francouzská) královna
Emma byla politicky provdána císařským dvorem roku 966 za předposledního západofranského (francouzského ) krále z dynastie Karlovců – Lothara I. (narozen 941, vládl 954–986). S tímto velmi činorodým mužem měla dva syny – posledního legitimního Karlovce na západofranském trůně Ludvíka V. Lenivého (967–987) a mladšího Otu (franc. Eudes), kanovníka v Remeši (970–985).
S manželem Lotharem I. a později i se synem Ludvíkem V. měla dramatické spory okolo vnitřní i zahraniční politiky. Těžce nesla konflikty mezi císařstvím a Západofranskou říší, neboť ty živily vzájemné nepřátelství mezi jejími oběma rodinami – tj. původní císařskou a vyvdanou karlovskou. Po desetiletí žila ve Francii v napjatém vztahu k Lotharovu bratrovi – Karlu, vévodovi Dolnolotrinském. Ten Emmu v roce 975/6 dokonce očernil jako cizoložnici. Král však bratru nevěřil. Také následný církevní proces Emmu očistil a vévoda Karel poté musel odejít ode dvora. Karel Dolnolotrinský byl mocichtivý konspirátor a jako takový to byl velmi nebezpečný muž i pro svého bratra-krále. Proto Lothar I. vyslechl svojí choť i další přední velmože, a aby zabezpečil nástupnictví svého staršího syna Ludvíka, nechal ho v roce 979 korunovat na formálního spolukrále, což bylo poprvé v právní praxi Západofranské říše. Tím odrazil Lothar I. nároky svého bratra Karla.

## Emma v době svého prvního vdovství
Po smrti manžela v roce 986 zažila Emma krátkou vládu svého mladičkého syna Ludvíka V., se kterým se kvůli odlišnému politickému směřování ve zlém rozešla. Královna neúspěšně prosazovala spojení s Římskou říší, kde vládl její maličký synovec Ota III. (980–1002, císařem od roku 983). Ve skutečnosti však za dětského císaře vládli (do roku 994) tři spoluregenti, mezi nimiž vynikala Emmina matka a Otova babička Adéla Burgundská.
Bezdětný král Ludvík V. zemřel 21. či 22. května 987 na těžké poranění z lovu a s matkou se již nikdy plně nesmířil. Dva roky předtím ztratila Emma i druhého syna – klerika Otu. Nečekaným úmrtím Ludvíka V. odešla z francouzské scény již sto let vážně oslabená dynastie Karlovců a vládu si násilně přisvojila silnější konkurenční dynastie Kapetovců v osobě nejvlivnějšího francouzského aristokrata Huga Kapeta. Karel Dolnolotrinský byl z nástupnictví ve Francii politicky i vojensky vyloučen. Tento krok znamenal možná pro Emmu i jakousi menší osobní satisfakci, neboť na trůn Kapetovcům pomohl svým rozhodnutím na poslední chvíli i její zraněný syn Ludvík. Se synem zanikla formálně i přežívající Západofranská říše a na její místo se s novým panovnickým rodem dostalo středověké Francouzské království.
Po smrti syna Ludvíka V. byla v nastalých vojensko-politických zmatcích ovdovělá královna uvězněna svým osudovým a celoživotním nepřítelem Karlem Dolnolotrinským. Byla zřejmě internována v některém z burgundských klášterů, kde podle některých francouzských kronik již 12. října roku 988 zemřela. To je však, jak ukázal nový výzkum, omyl. Z vězení prosila o pomoc své německé příbuzné, o čemž svědčí její dochované listy. Emma tak v tento pro Francii zlomový čas přišla nejen o manžela, o obě děti, postavení panovnice, ale dokonce i o svobodu. Proto se snažila raději odejít z neklidné Francie.

## Emma jako česká kněžna
Zřejmě prostřednictvím německého dvora, kde měla stále vlivné slovo její matka Adéla Burgundská, a díky stykům tehdy nejvlivnějšího příbuzného, bavorského vévody Jindřicha II. Svárlivého, byla vysvobozena z vězení. Zvolila cestu nového života s panovníkem, jehož země byla dostatečně vzdálená od Francie, kde jí hrozilo trvalé nebezpečí. Jejím vyvoleným se stal český přemyslovský kníže Boleslav II. Ke sňatku došlo roku 988 či spíše roku 989 a byl nesporně výhodný pro obě dvě strany. Manželé byli přibližně stejně generačně staří, Emma se vysvobodila z lotrinsko-francouzského nebezpečí a Boleslav II. získal na oplátku ženu spřízněnou s nejmocnějšími rody Říše i západní Evropy.
V nové vlasti byl dle kronikáře Kosmase dobře známý její skvělý původ a Emma byla vysoce ctěna a vážena. Brzy si také v nové vlasti oblíbila kult přemyslovského národního světce sv. Václava. Stala se zbožnou šiřitelkou jeho kultu, o čemž svědčí i Wolfenbüttelský kodex – spojený s jejím jménem. V Čechách dostala od Boleslava II. k zaopatření mj. i důležité přemyslovské hradiště s hradem Mělník a druhý manžel jí taktéž potvrdil mincovní právo ražby vlastních denárů s královským titulem Emma Regina (čili královna a nikoliv kněžna). Denáry jsou navíc v opisu titulu podobné těm, které ve Francii razila právě Emma Italská a jež byly poprvé nalezeny v roce 1963. A poněvadž vysoký titul královny směla přirozeně používat pouze panující či ovdovělá královna, svědčí i tato skutečnost o jejím původním postavení královny.

## Emma v době svého druhého vdovství a její odchod ze scény
V době smrtelně nebezpečných sporů a bojů o český trůn po smrti svého druhého chotě Boleslava II. (zemřel roku 999) odešla Emma roku 1001 s princem Jaromírem a Oldřichem do bavorského exilu, ke dvoru tehdejšího vévody a pozdějšího císaře Jindřicha II. Což mj. podporuje hypotézu o tom, že Jindřich byl blízkým příbuzným Emmy – byl synem její sestřenice Gisely Burgundské, jež zemřela roku 1006, a zmiňovaného vévody Jindřicha II. Svárlivého. Budoucí císař Jindřich Bavorský byl posledním příslušníkem dynastie Liudolfovců-Otonů, do níž se provdala i Emmina matka Adéla Burgundská.
Na bavorském dvoře mohla Emma velmi dobře intervenovat ve prospěch přemyslovských princů Jaromíra a Oldřicha, které ohrožoval kníže Boleslav III. Ryšavý či polský král Boleslav Chrabrý. V téže době vznikl na její podnět v Německu i slavný Wolfenbüttelský kodex, který ji ukazuje jako kajícnici před sv. Václavem a Kristem. Tato kniha měla být i jakýmsi prostředkem k zapůsobení na Jindřicha v české věci a k prosazení jejích zájmů. Král Jindřich II. v roce 1004 tak i působením své tety Emmy Italské umožnil Jaromírovi válečným tažením návrat do Čech a ujmutí se vlády. Emma se po Jaromírově úspěchu do české kotliny snad navrátila. Podle jiných historiků však i nadále setrvala v bezpečnějším okolí římského krále Jindřicha II. Pokud se ovšem do Čech přece jen vydala, zřejmě žila vedle Prahy na Mělníce, a to až do smrti, která ji zastihla dle tradice 2. listopadu roku 1006.
Podle přijímaných závěrů byla zřejmě pohřbena na Pražském hradě. Právě tam bylo hlavní přemyslovské pohřebiště a i jiní členové dynastie, pokud zemřeli mimo dvůr, byli do Prahy přiváženi. Kronikář Kosmas k jejímu skonu napsal: „Kněžna Hemma, perla ženského pohlaví, zimnicí byvše zachvácena, vyproštěna byla z pout tělesných. Její náhrobní nápis s těmito verši buď jsem viděl, nebo se pamatuji, že jsem viděl zapsán: Hemma tu leží, hle, pouhý prach, jež byla jak gemma.“

## Důkazy pro existenci kněžny Emmy

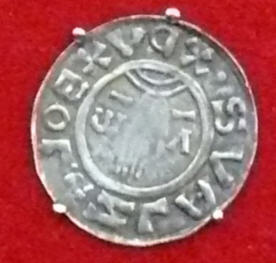
Denár Boleslava II. a kněžny Emmy

Mezi přesvědčivé důkazy o existenci kněžny Emmy patří denáry ethelredského typu nesoucí na lícní straně nápis, který se dá číst jako ENMA REGINA: Emma Regina (Emma královna; nikoliv kněžna). Tyto denáry byly na základě shodného typu chronologicky sloučeny s ethelredským typem denáru Boleslava II. O Emminých denárech poprvé publikoval v 19. století Václav Hanka, ale za pravdu mu bylo dáno až v roce 1931, když byl učiněn velký nález těchto denárů ve Staré Boleslavi. Denáry nesou stejný opis Emma Regina jako mince z pokladu ve Fécamp, objeveného ve Francii v roce 1963.
Druhým důkazem pro existenci kněžny Emmy je tzv. Wolfenbüttelský kodex obsahující svatováclavskou legendu, na jehož titulní straně je kněžna vypodobněna. Ve věnování rukopisu je uvedeno: „tuto knihu rozkázala zhotovit Hemma, ctihodná kněžna, pro spásu její duše, ke slávě blahoslaveného mučedníka Václava.“'
Dalším nepřímým důkazem je i opis zničeného Žaltáře královny Emmy ze St.-Rémi (u Remeše), který obsahuje zpodobnění Emmy Italské. To je ikonograficky velmi podobné zobrazení české Emmy z Wolfenbüttelského kodexu.
O kněžně Emmě se v českém prostředí zachovaly i zmínky v oslavné Kronice Čechů (české) kronikáře Kosmase, která vznikala více než 110 let po Emmině smrti. Podle této kroniky viděl Kosmas tehdy ještě existující Emminu náhrobní stélu a měl dle všeho v rukou i listiny vážící se k jejímu životu. Na jejím náhrobku (viz i výše) prý stálo: „Hemma tu leží, hle, pouhý prach, jež byla jak gemma“. V jiném z českých překladů zase latinský originál zní: „Bývala jak perla, tlí popele hrst tuto Hemma“.

## Potomci v Čechách a ve Francii
Pokud přijímáme nové vědecké závěry a ztotožňujeme českou Emmu s Emmou Italskou, tak tato žena ve svém druhém svazku s knížetem Boleslavem II. děti pro svůj věk pravděpodobně již neměla nebo byla maximálně matkou knížete Oldřicha, který byl ze všech Boleslavových synů nejmladší. Ostatní tři Boleslavovi synové (Boleslav III., Jaromír a Václav) byli v době jejího příchodu do Čech již narozeni.
Emma byla historiky dříve označována za matku minimálně dvou a někdy i všech čtyř známých synů Boleslava II. Za syny jí byli omylem připisováni:
- Boleslav III. zvaný Ryšavý († 1034/37), český kníže, byl zřejmě nejstarší a narodil se v 60. letech 10. století. U toho knížete dnes existuje shoda, že byl synem první neznámé ženy Boleslava II. Zemřel v zajetí na jakémsi hradě v Polsku mezi léty 1034–37.
- Jaromír (zavražděn 4. 11. 1035), český kníže, narozen v 70. letech 10. století, bezdětný, byl vykastrován na rozkaz staršího bratra Boleslava III., proto se ani neoženil.
- Václav, narozen zřejmě jako Boleslav III. v 60. letech 10. století, s Boleslavem měl asi i stejnou matku, zemřel předčasně jako dítě či jako mladík ještě za života otce, tj. před r. 999.

Emminým synem by ale mohl teoreticky být :
- Oldřich († 9. 11. 1034), český kníže

1.∞ Neznámá choť: zapuzena zřejmě pro bezdětnost
2.∞ Božena († po 1052), někdy zvána jako Křesinova (tj. žena Křesiny či jeho dcera), byla selského původu a nějakou dobu jen Oldřichovou milenkou.
Pokud by byl Oldřich skutečně vlastním synem Emmy (jak logicky shrnuje historička Jarmila Hásková, viz monografie Emma Regina-Civitas Melnik, s. 63–66), narodil by se zřejmě v letech 989–90 a nikoliv, jak je často zmiňováno, kolem roku 975. Zde vycházíme z pravděpodobného období příchodu Emmy do Čech (počátkem roku 989), dále z období před mozkovou cévní příhodou Boleslava II., ke které došlo v roce 992, a z doby narození Oldřichova syna Břetislava, ke kterému došlo nejpozději kolem roku 1005. Oldřich by v době zplození Břetislava I. byl tedy zhruba 14–16letý mladík, což se z biologického i tehdejšího dobového měřítka pro roli otce nevylučuje.
V prvním manželství s králem Lotharem I. Západofranským byla Emma matkou:
- Ludvíka V. Lenivého (967 – 21. či 22. 5. 987), krále západofranského a prince
- Oty (Eudese, 970–985), jenž zemřel předčasně jako vyšší církevní hodnostář v Remeši.

Oba tito synové zůstali bezdětní.